# Fosse infratemporale
La fosse infratemporale (ou fosse ptérygo-maxillaire ou fosse sous temporale ou fosse zygomatique) est une cavité du crâne de forme irrégulière, située en dessous et en dedans de l'arcade zygomatique. 

## Limites
La fosse infratemporale est comprise entre :
- en avant : la face postérieure de l'os maxillaire et celle de son processus zygomatique,
- en arrière : la partie tympanique de l'os temporal et l'épine de l'os sphénoïde,
- au dessus : la partie de la grande aile de l'os sphénoïde située sous sa crête infra-temporale et par la surface inférieure de l'écaille de l'os temporal,
- en dessous : le muscle ptérygoïdien médial,
- médialement : le processus ptérygoïde,
- latéralement : la face médiale de la branche montante du mandibule.

## Communication
La fosse infratemporale est reliée à d'autres espaces du crâne :
- à la fosse crânienne moyenne par le foramen ovale et le foramen épineux,
- à la fosse temporale derrière l'arc zygomatique,
- à la fosse ptérygo-palatine par la fissure ptérygo-maxillaire,
- à l'orbite par la fissure orbitaire inférieure,
- à l'espace latéro-pharyngien.

La fissure orbitaire inférieure et la fissure ptérygo-maxillaire forment ensemble une forme en T.

## Contenu

### Musculaire
La fosse infratemporale contient les muscles ptérygoïdiens latéral et médial .
Elle reçoit également les parties inférieures des muscles temporal et masséter.

### Vasculaire
La fosse infratemporale contient l'artère maxillaire en provenance de l'artère carotide externe. 
L'artère maxillaire y distribue certaines de ses branches : l'artère méningée moyenne, l'artère alvéolaire inférieure, les artères temporales profondes et l'artère buccale.
Au niveau veineux, la fosse infratemporale contient le plexus ptérygoïdien et la veine rétromandibulaire .

### Nerveux
La fosse infratemporale contient le nerf mandibulaire (nerf crânien V3) qui pénètre dans la fosse par le foramen ovale de l'os sphénoïde. Il y distribue plusieurs branches :
- le nerf alvéolaire inférieur,
- le nerf lingual relié par la corde du tympan au nerf facial,
- le nerf buccal,
- le nerf massétérique,
- les nerfs temporaux profonds,
- le nerf ptérygoïdien latéral,
- le nerf ptérygoïdien médial

Sur la face médiale du nerf mandibulaire se trouve le ganglion otique.